# Municipio di Lubecca
Il Municipio di Lubecca (in tedesco: Lübecker Rathaus) è un edificio del centro storico di Lubecca (Schleswig-Holstein, Germania nord-occidentale): eretto tra il 1230 e il XVI secolo è uno dei più antichi
municipi di tutta la Germania.
Come il resto del centro storico di Lubecca, l'edificio è annoverato nella lista del patrimonio dell'umanità stilata dall'UNESCO (dal 1987).

## Ubicazione

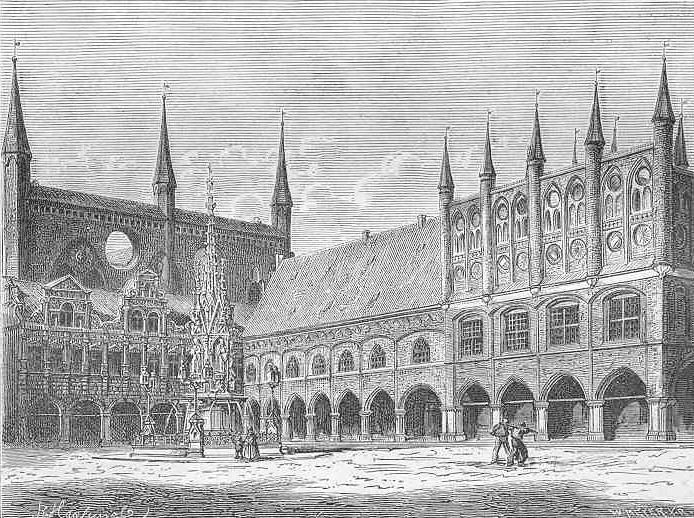
Il Municipio di Lubecca nel 1880 ca.

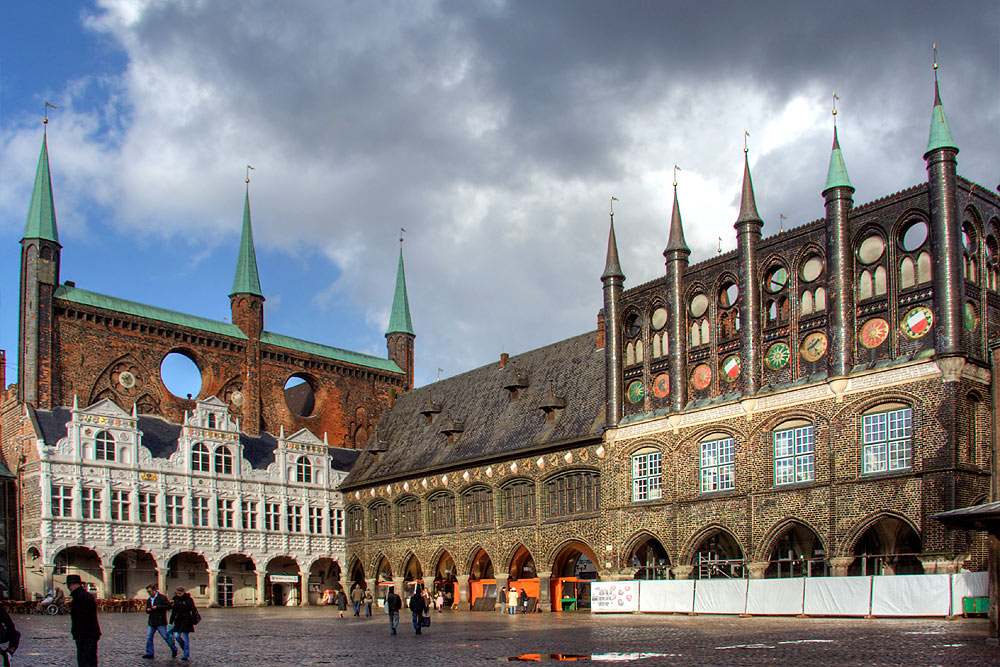
Particolare del Municipio di Lubecca

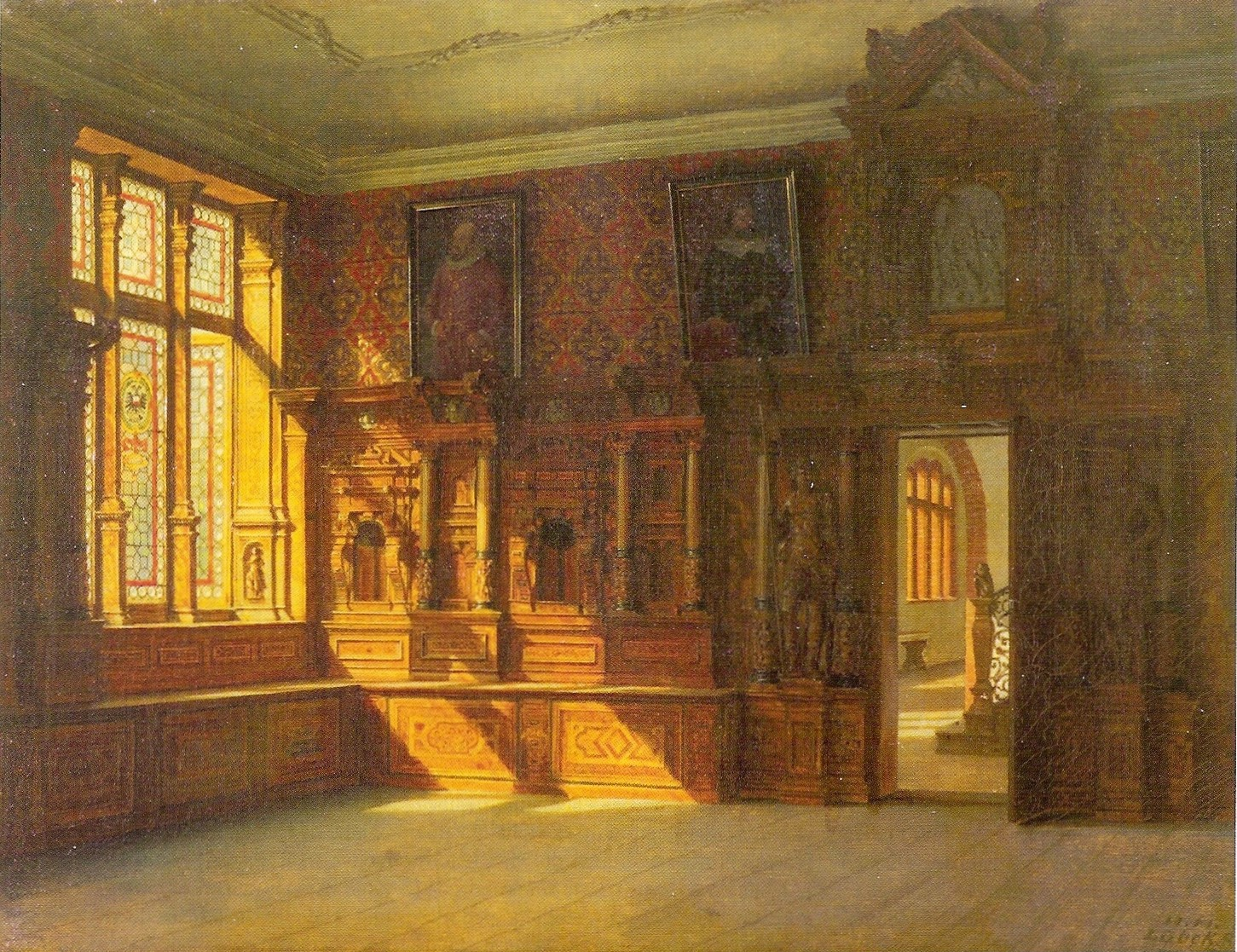
Municipio di Lubecca: La Kriegsstube

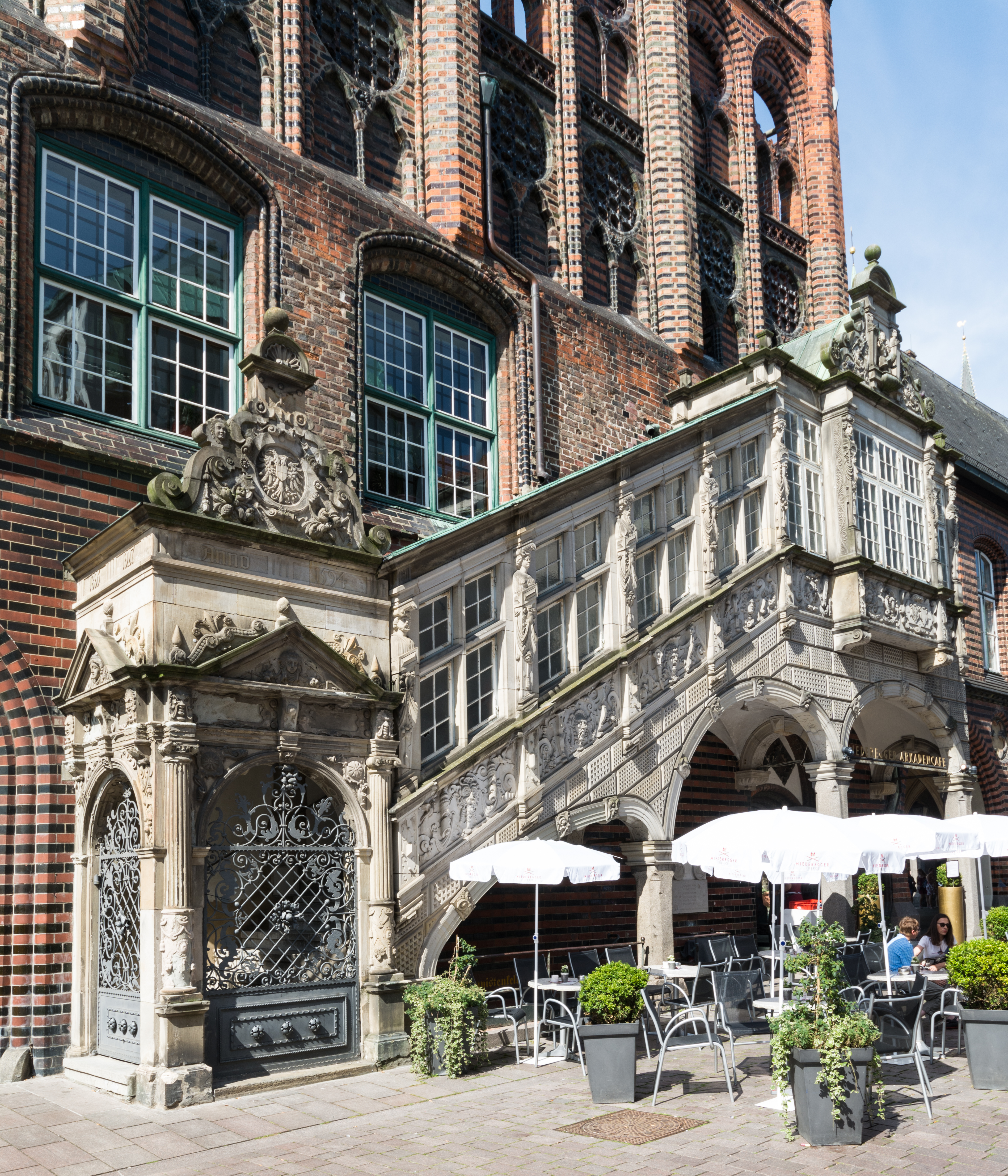
Municipio di Lubecca: la scalinata in stile rinascimentale

Gran parte dell'edificio si estende attorno alla Marktplatz ("Piazza del Mercato"), mentre un lato dà sulla Breite Straße.

È situato di fianco alla Chiesa di Santa Maria (Marienkirche), nonché di fronte al celebre Caffè Niederegger (lato che dà sulla Breite Straße) e non lontano dalla Buddenbrookhaus.

## Caratteristiche
L'edificio è un connubio di vari stili: dominano in particolare lo stile rinascimentale e lo stile dell'architettura gotica in mattoni (Backsteingothik), tipico delle città anseatiche.
Compongono il municipio un edificio in laterizio rosso, ornato da tre piccole torri e da dei grossi fori (che non avevano solo uno scopo decorativo, ma soprattutto quello di favorire il passaggio del vento), la Langes Haus (ca. 1300) e il Kriegsstubenbau (1444).

## Punti d'interesse

### Esterni

#### Facciata Est
Nella facciata Est, quella che dà sulla Breite Straße e che si trova di fronte al Caffè Niederegger, spicca la celebre scalinata in stile rinascimenteale, costruita nel 1594 e ricostruita nel 1894

### Interni

#### Sala delle udienze
Al primo piano dell'edificio principale, si trova la Sala delle udienze (Audienzsaal), in stile tardobarocco.
La sala, lunga 38 metri, è decorata con affreschi del bolognese Stefano Torelli (1719-1761).

## Galleria d'immagini

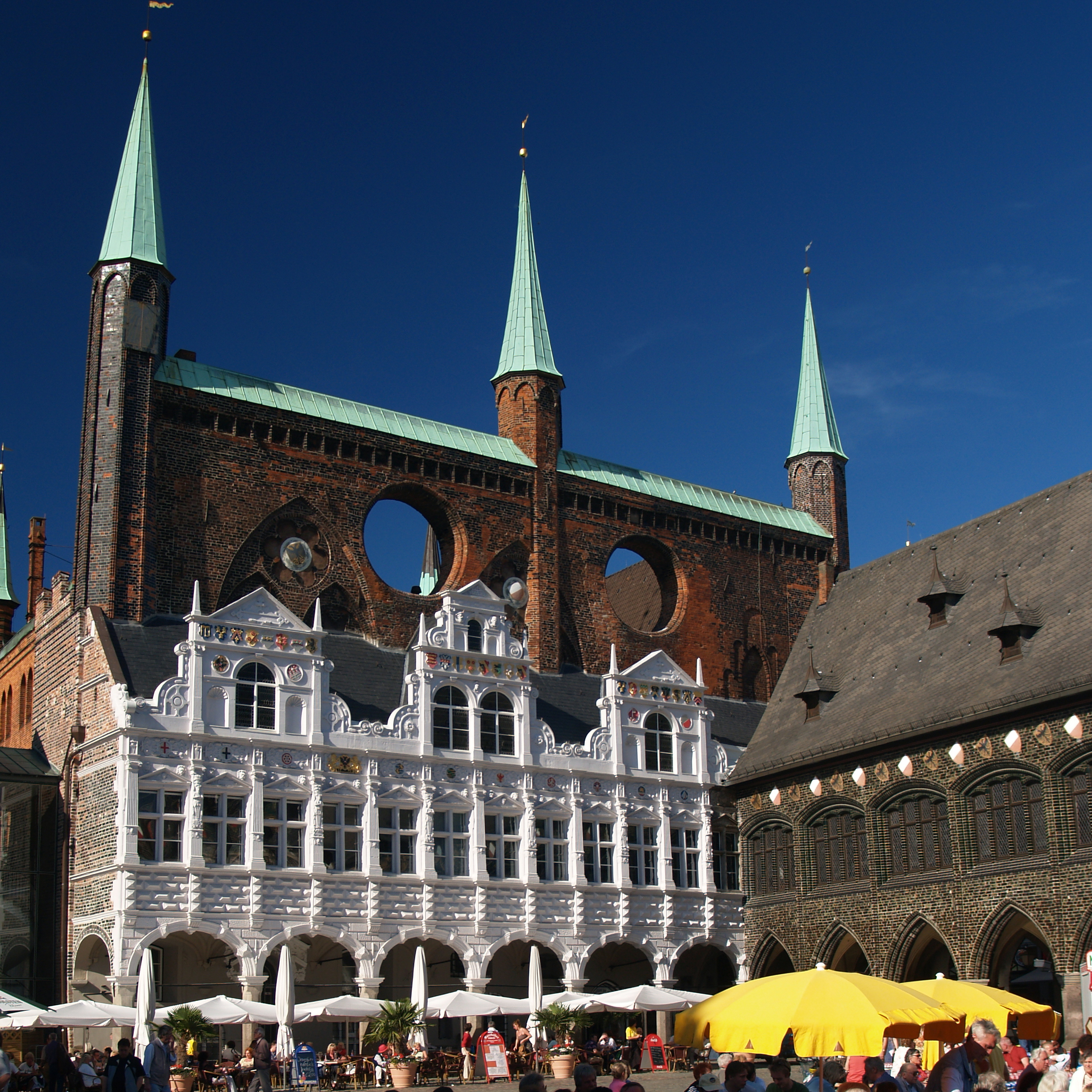
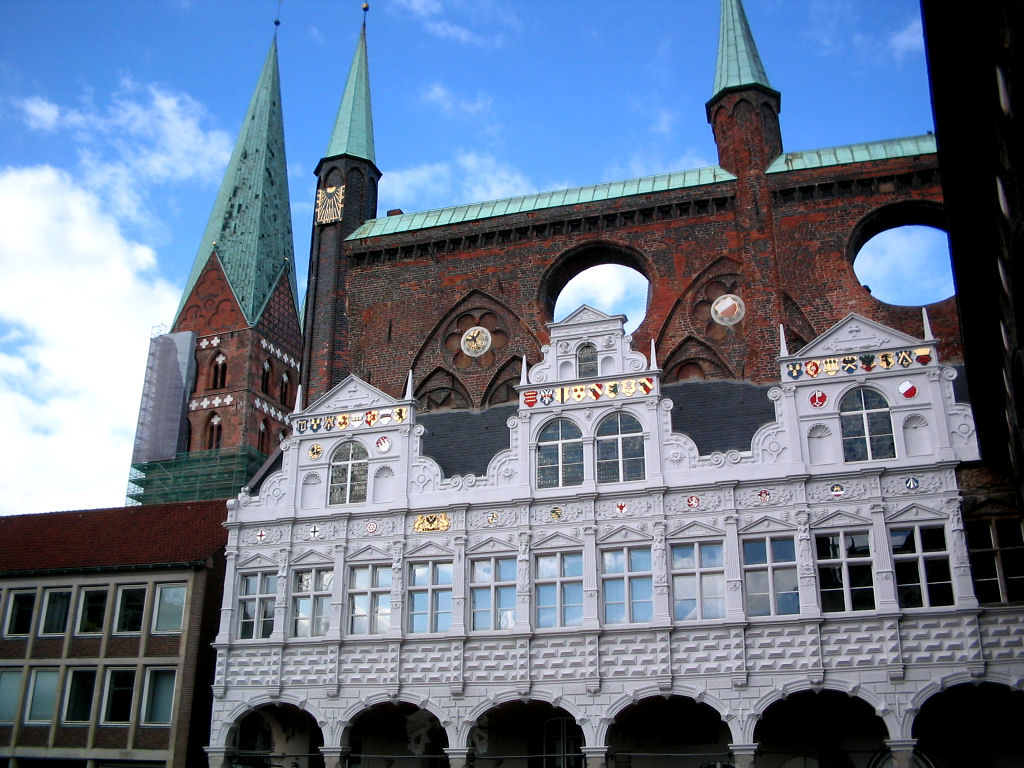
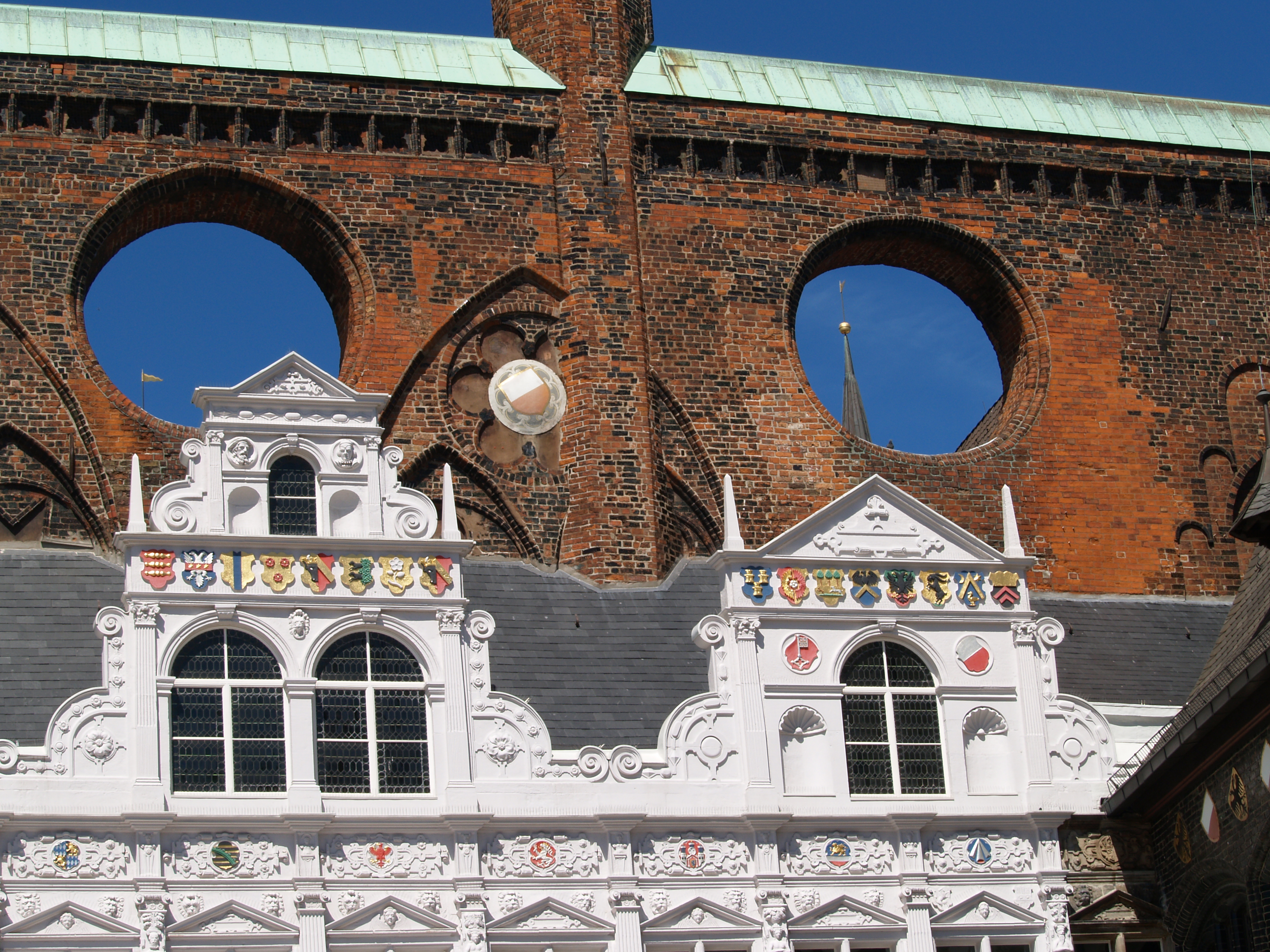
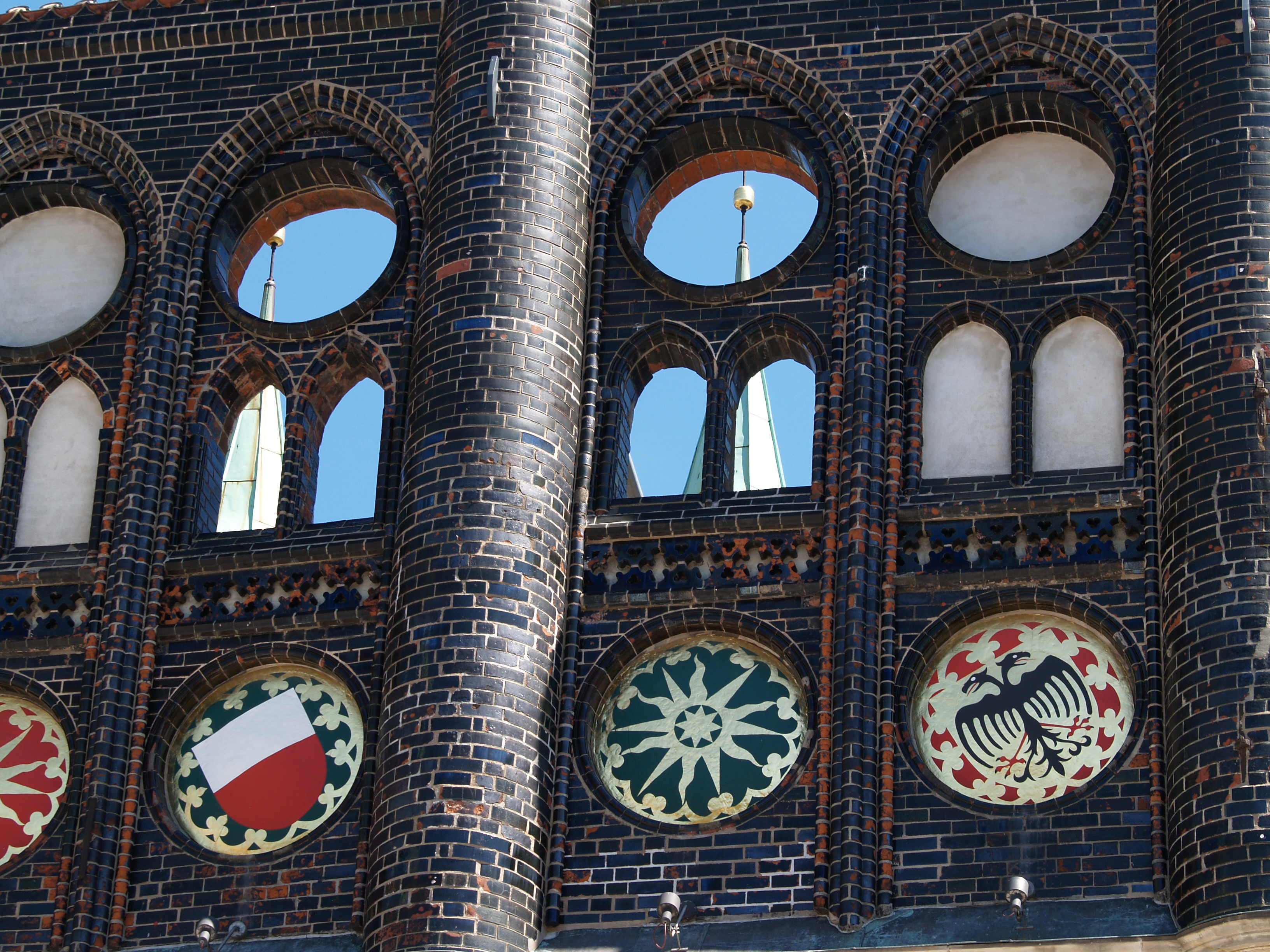
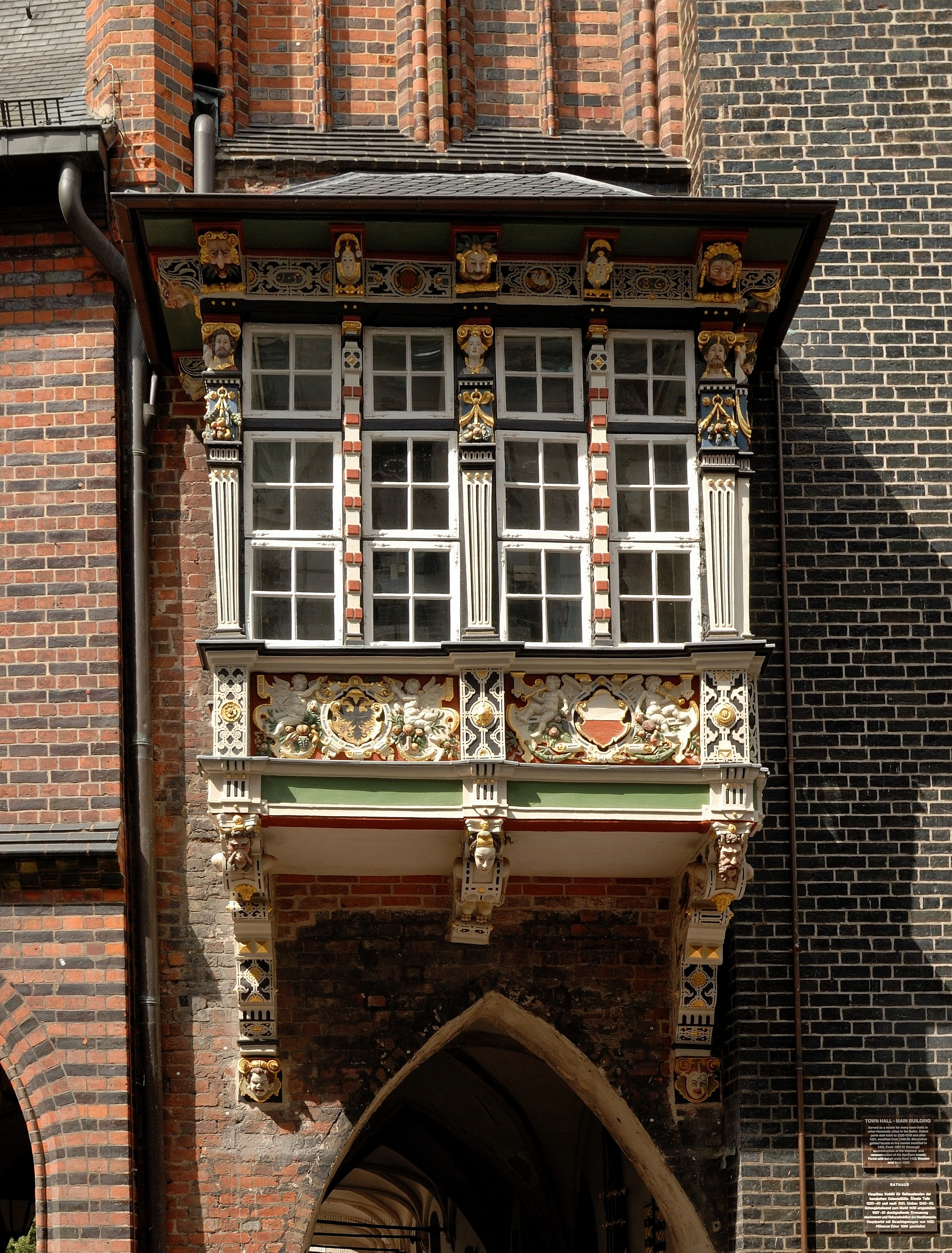
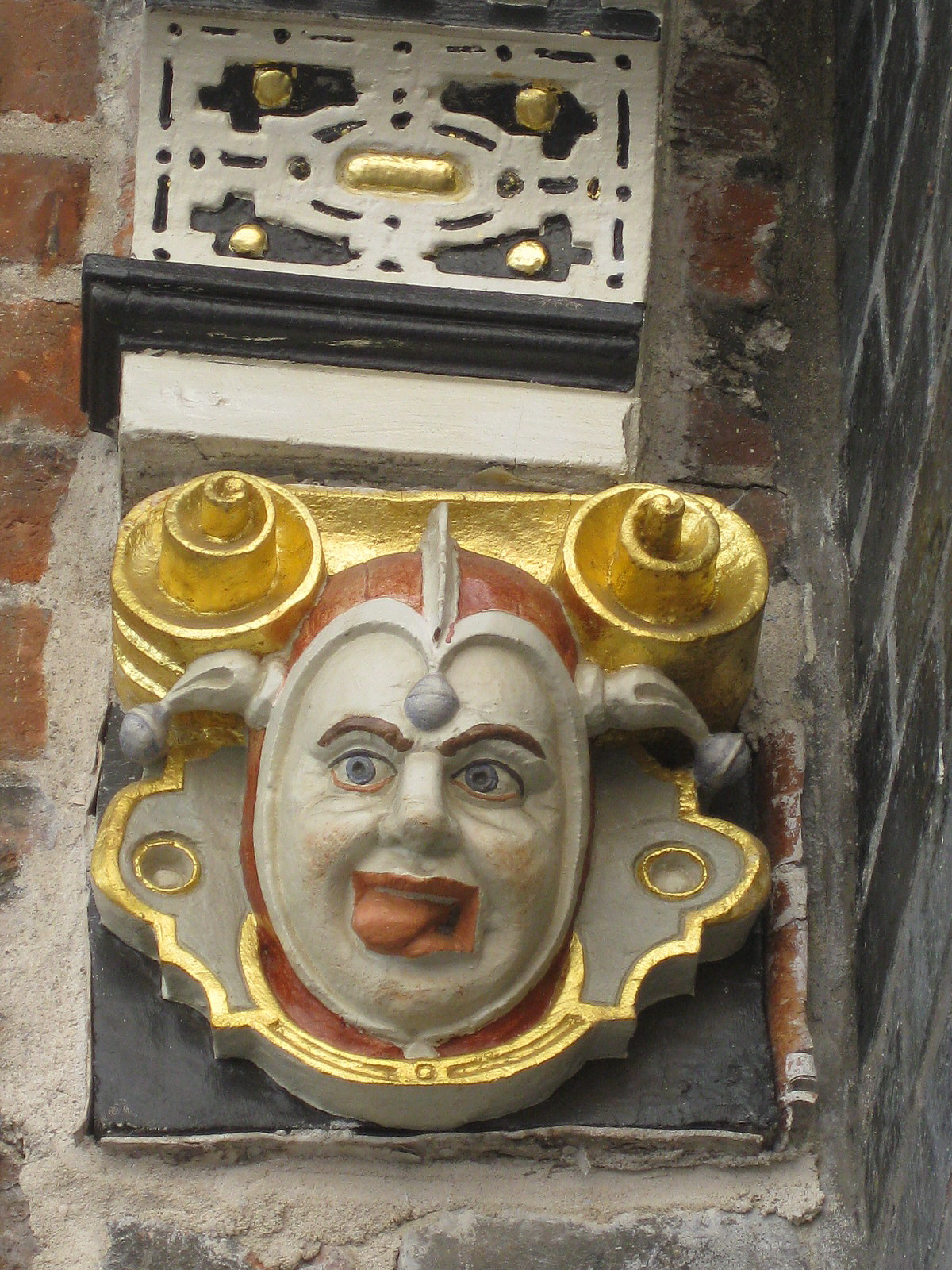
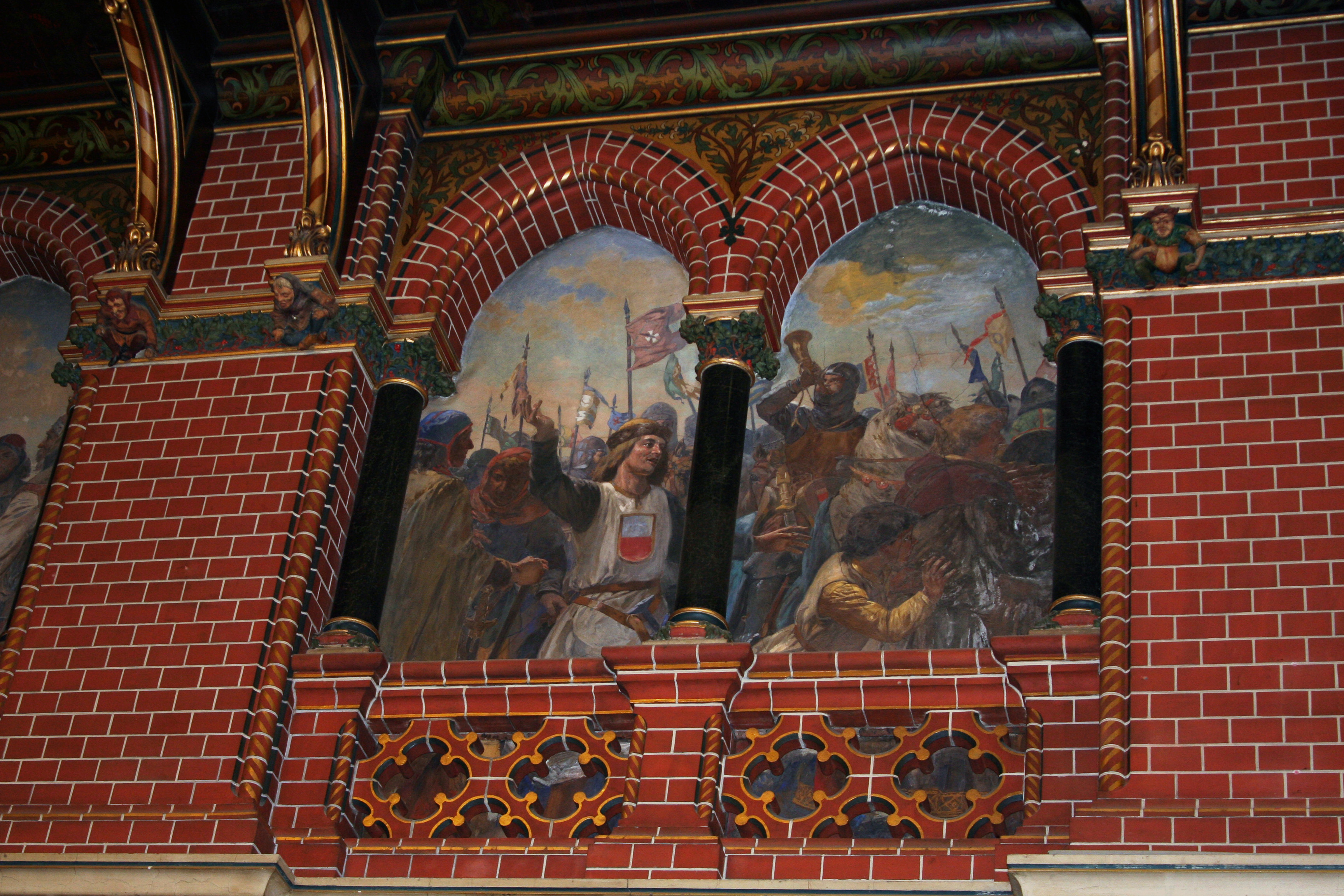
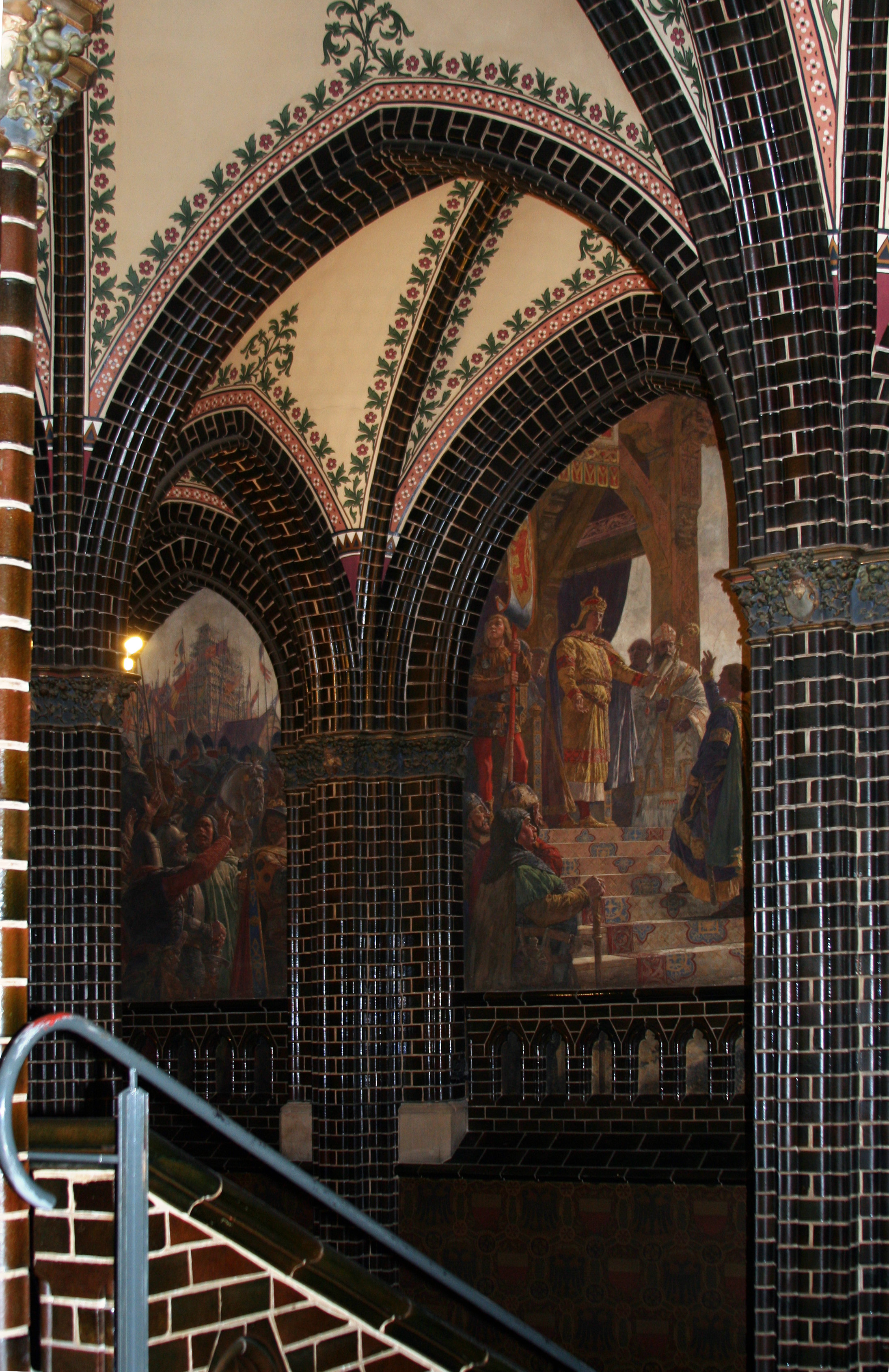